# Équipe du Maroc de football à la Coupe du monde 1970
L'équipe du Maroc de football participa à la coupe du monde de football de 1970, ce qui constitua sa première en coupe du monde. Pour cette première édition, le Maroc fut éliminé au premier tour, en inscrivant deux buts et en encaissant six.

## Résumé
Le Maroc se présente à la Coupe du monde 1970, en tant que seul représentant du football africain. Il s'agit du deuxième pays d’Afrique à participer à la Coupe du monde (l’Égypte en 1934).

## Tour préliminaire
Grande première pour l'Afrique qui va disposer d'une place qualificative assurée pour cette édition de la Coupe du monde 1970. Pour déterminer le détenteur du billet pour le Mexique, 3 tours de qualifications sont organisés pour les 11 équipes entrant en lice (les inscriptions du Zaïre et de la Guinée sont refusées par la FIFA) :
- Premier tour : 10 des 11 équipes se rencontrent en matchs aller et retour, le vainqueur passe au deuxième tour (après tirage au sort, c'est le Ghana qui est exempt et qualifié directement pour le tour suivant).
- Deuxième tour : les 5 vainqueurs et le Ghana se disputent, toujours en matchs aller et retour, les 3 places pour le tour final.
- Tour final : une poule unique regroupe les 3 vainqueurs du deuxième tour, qui rencontrent leurs adversaires à domicile et à l'extérieur. L'équipe terminant en tête se qualifie pour la phase finale de la Coupe du monde.

### 1ertour
| 3 novembre 1968 | Maroc    | 1 - 0 | Sénégal | Stade d'Honneur, Casablanca                          |                                                      |
|                 | Benkhrif |       |         | Spectateurs : 7 924 Arbitrage : M. Ortiz de Mendibil | Spectateurs : 7 924 Arbitrage : M. Ortiz de Mendibil |

| 5 janvier 1969 | Sénégal     | 2 - 1 | Maroc  | Stade Demba Diop, Dakar                             |                                                     |
|                | Dip · Dieme |       | Akesbi | Spectateurs : 11 487 Arbitrage : M. Mabel Ba Diarra | Spectateurs : 11 487 Arbitrage : M. Mabel Ba Diarra |

| 13 février 1969 Match d'appui | Maroc             | 2 - 0 | Sénégal | Estadio Union Deportivo, Las Palmas |                        |
|                               | Hafnaoui · Bamous |       |         | Arbitrage : M. Pintado              | Arbitrage : M. Pintado |

### Deuxième tour
| 27 avril 1969 | Tunisie | 0 - 0 | Maroc | El Menzah, Tunis                               |
|               |         |       |       | Spectateurs : 26 706 Arbitrage : M. Kitabdjian |

| 18 mai 1969 | Maroc | 0 - 0 | Tunisie | Stade d'Honneur, Casablanca                            |
|             |       |       |         | Spectateurs : 9 781 Arbitrage : Juan Gardeazábal Garay |

| 13 juin 1969 Match d'appui | Maroc                       | 2 - 2 a.p. | Tunisie                | Stade Vélodrome, Marseille                    |                                               |
|                            | Khanoussi 27e · Houmane 53e |            | Chaïbi 3e · Cheman 87e | Spectateurs : 4 185 Arbitrage : M. Kitabdjian | Spectateurs : 4 185 Arbitrage : M. Kitabdjian |

### Tour final
| Rang | Équipe  | Pts | J | G | N | P | Bp | Bc | Diff |  | Résultats (▼ dom., ► ext.) |     |     | Soudan |
| ---- | ------- | --- | - | - | - | - | -- | -- | ---- |  | -------------------------- | --- | --- | ------ |
| 1    | Maroc   | 5   | 4 | 2 | 1 | 1 | 5  | 3  | +2   |  | Maroc                      |     | 2-1 | 3-0    |
| 2    | Nigeria | 4   | 4 | 1 | 2 | 1 | 8  | 7  | +1   |  | Nigeria                    | 2-0 |     | 2-2    |
| 3    | Soudan  | 3   | 4 | 0 | 3 | 1 | 5  | 8  | -3   |  | Soudan                     | 0-0 | 3-3 |        |

## Effectif
Seuls 19 joueurs sont appelés pour la coupe du monde 1970.
| Numéro / Nom       | Numéro / Nom           | Club                   | Date de naissance | J.              | Buts            |                 |                 |                 |
| Gardiens de but    | Gardiens de but        | Gardiens de but        | Gardiens de but   | Gardiens de but | Gardiens de but | Gardiens de but | Gardiens de but | Gardiens de but |
| ------------------ | ---------------------- | ---------------------- | ----------------- | --------------- | --------------- | --------------- | --------------- | --------------- |
| 01                 | Allal Benkassou        | FAR Rabat              | 11 Novembre 1941  | 2               | 0               | 0               | 0               | 0               |
| 12                 | Hamid Hazzaz           | Maghreb de Fès         | 30 novembre 1945  | 1               | 0               | 0               | 0               | 0               |
| 19                 | Abdelkader Ouaraghli   | Wydad AC               | 1 Janvier 1943    | 0               | 0               | 0               | 0               | 0               |
| Défenseurs         |                        |                        |                   |                 |                 |                 |                 |                 |
| 02                 | Abdallah Lamrani       | FAR Rabat              | 1946              | 2               | 0               | 0               | 0               | 0               |
| 03                 | Boujemaâ Benkhrif      | KAC de Kénitra         | 1947              | 3               | 0               | 0               | 0               | 0               |
| 04                 | Moulay Khanoussi       | Maghreb de Fès         | 1939              | 3               | 0               | 0               | 0               | 0               |
| 05                 | Kacem Slimani          | RS Settat              | 1948              | 3               | 0               | 0               | 0               | 0               |
| 06                 | Larbi Aherdane         | Wydad AC               | 1950              | 0               | 0               | 0               | 0               | 0               |
| 13                 | Jilali Fadili          | FAR Rabat              | 1940              | 2               | 0               | 0               | 0               | 0               |
| 18                 | Abdelkader El Khiati   | FAR Rabat              | 1945              | 1               | 0               | 0               | 0               | 0               |
| Milieux de terrain |                        |                        |                   |                 |                 |                 |                 |                 |
| 07                 | Mohammed Mahroufi      | Difaâ d'El Jadida      | 1947              | 3               | 0               | 0               | 0               | 0               |
| 08                 | Said Ghandi            | Raja Club Athletic     | 1947              | 3               | 0               | 0               | 0               | 0               |
| 020                | Driss Bamous           | FAR Rabat              | 1942              | 3               | 0               | 0               | 0               | 0               |
| 11                 | Maouhoub Ghazouani     | FAR Rabat              | 1 Janvier 1946    | 3               | 1               | 0               | 0               | 0               |
| 15                 | Hamed Dahane           | Union de Sidi Kacem    | 1 Janvier 1946    | 0               | 0               | 0               | 0               | 0               |
| 16                 | Mustapha Choukri       | Raja Club Athletic     | 1 Janvier 1945    | 1               | 0               | 0               | 0               | 0               |
| Attaquants         |                        |                        |                   |                 |                 |                 |                 |                 |
| 09                 | Ahmed Faras            | Chabab Mohammedia      | 7 Décembre 1946   | 2               | 0               | 0               | 0               | 0               |
| 10                 | Mohamed El Filali      | Mouloudia Club d'Oujda | 09.07.1945        | 3               | 0               | 0               | 0               | 0               |
| 14                 | Mohammed Houmane Jarir | Raja Club Athletic     | 30 Novembre 1944  | 2               | 1               | 0               | 0               | 0               |
| 17                 | Ahmed Alaoui           | Renaissance de Settat  | 1 Janvier 1949    | 2               | 0               | 0               | 0               | 0               |
| Sélectionneur      |                        |                        |                   |                 |                 |                 |                 |                 |
|                    | Blagoja Vidinić        |                        | 11.06.1934        |                 |                 |                 |                 |                 |

## Phase finale

### Premier tour

#### Groupe IV
| Classement final |                      |     |   |   |   |   |    |    |      |
|                  | Équipe               | Pts | J | G | N | P | BP | BC | Diff |
| 1                | Allemagne de l'Ouest | 6   | 3 | 3 | 0 | 0 | 10 | 4  | +6   |
| 2                | Pérou                | 4   | 3 | 2 | 0 | 1 | 7  | 5  | +2   |
| 3                | Bulgarie             | 1   | 3 | 0 | 1 | 2 | 5  | 9  | -4   |
| 4                | Maroc                | 1   | 3 | 0 | 1 | 2 | 2  | 6  | -4   |

| 2 juin  | Pérou                | 3 | 2 | Bulgarie |
| 3 juin  | Allemagne de l'Ouest | 2 | 1 | Maroc    |
| 6 juin  | Pérou                | 3 | 0 | Maroc    |
| 7 juin  | Allemagne de l'Ouest | 5 | 2 | Bulgarie |
| 10 juin | Allemagne de l'Ouest | 3 | 1 | Pérou    |
| 11 juin | Bulgarie             | 1 | 1 | Maroc    |

| 3 juin 1970                       | Allemagne de l'Ouest    | 2 - 1 | Maroc       | Estadio Nou Camp, León                              |                                                     |
| 16:00 · Historique des rencontres | Seeler 56e · Müller 78e |       | Houmane 21e | Spectateurs : 12 942 Arbitrage : Laurens van Ravens | Spectateurs : 12 942 Arbitrage : Laurens van Ravens |
| 16:00 · Historique des rencontres | Rapport                 |       |             | Spectateurs : 12 942 Arbitrage : Laurens van Ravens | Spectateurs : 12 942 Arbitrage : Laurens van Ravens |

| 6 juin 1970                       | Pérou                          | 3 - 0 | Maroc | Estadio Nou Camp, León                           |                                                  |
| 16:00 · Historique des rencontres | Cubillas 65e, 75e · Challe 67e |       |       | Spectateurs : 13 537 Arbitrage : Tofik Bakhramov | Spectateurs : 13 537 Arbitrage : Tofik Bakhramov |
| 16:00 · Historique des rencontres | Rapport                        |       |       | Spectateurs : 13 537 Arbitrage : Tofik Bakhramov | Spectateurs : 13 537 Arbitrage : Tofik Bakhramov |

| 11 juin 1970                      | Maroc         | 1 - 1 | Bulgarie    | Estadio Nou Camp, León                                    |                                                           |
| 16:00 · Historique des rencontres | Ghazouani 61e |       | Zhechev 40e | Spectateurs : 12 299 Arbitrage : Antonio Ribeiro Saldanha | Spectateurs : 12 299 Arbitrage : Antonio Ribeiro Saldanha |
| 16:00 · Historique des rencontres | Rapport       |       |             | Spectateurs : 12 299 Arbitrage : Antonio Ribeiro Saldanha | Spectateurs : 12 299 Arbitrage : Antonio Ribeiro Saldanha |

## Buteurs
1 but
- Maouhoub Ghazouani
- Mohammed Houmane Jarir